# Vítor Meira
Vítor Meira (Brasilia, Brasil, 27 de marzo de 1977) es un piloto de automovilismo brasileño. Disputó el campeonato estadounidense de monoplazas IndyCar Series desde 2002 hasta 2011, logrando siete segundos puestos (dos de ellos en las 500 Millas de Indianápolis de 2005 y 2008) y siete terceros, ostentando el triste récord de mayor cantidad de podios sin lograr victorias. Resultó quinto en el campeonato 2006, séptimo en 2005 y octavo en 2004. Por otra parte, Meira obtuvo el tercer puesto absoluto en Petit Le Mans 2006, y tercero en el Campeonato Brasileño de Marcas 2013.

## Inicios
Luego de competir en karting, Meira resultó cuarto en la Fórmula Ford Británica en 1996, y sexto en 1997. El piloto progresó a la Fórmula Renault Británica en 1998, logrando el cuarto puesto.
En 1999, el brasileño regresó a su país a disputar la Fórmula 3 Sudamericana, donde obtuvo el sexto puesto. Al año siguiente obtuvo el título ante João Paulo de Oliveira, acumulando ocho victorias y 13 podios en 18 carreras. En 2001 resultó quinto en la Fórmula 3000 Europea, con tres podios en siete carreras. En 2002 disputó las primeras tres fechas de la Fórmula 3000 Europea en 2002.

## IndyCar
También en 2002, Meira, debutó en la IndyCar con el equipo Menard. Participó en las últimas cuatro fechas, obteniendo un tercer puesto en la última de ellas en el óvalo de Texas.[cita requerida]
En 2003, el piloto corrió diez fechas de la IndyCar con Menard. Logró arribar 12.º en su primera aparición en las 500 Millas de Indianápolis. Sus mejores resultados fueron un cuarto puesto en Texas y un noveno lugar en Gateway.
Rahal fichó a Meira como titular para la temporada 2004 de la IndyCar. Resultó sexto en Indianápolis, tras lo cual obtuvo dos segundos puestos en Richmond y Kansas, un cuarto en Texas y tres quintos en 14 largadas, obteniendo así el octavo puesto de campeonato.
En 2005, el brasileño finalizó segundo en Indianápolis por detrás de Dan Wheldon. También logró un segundo puesto en Kentucky, dos terceros en Kansas y Fontana, y un total de siete top 5 en 17 carreras. Así, se ubicó séptimo en la tabla general.
Meira pasó al equipo Panther para la temporada 2006. Fue su mejor temporada en IndyCar, al obtener tres segundos puestos en Watkins Glen, Richmond y Míchigan, tres terceros en Kansas, Nashville y Sears Point, un quinto y tres sextos en 14 carreras. De este modo, alcanzó la quinta colocación final, por detrás de las duplas de Penske (Sam Hornish Jr. y Hélio Castroneves) y Ganassi (Wheldon y Scott Dixon).
El brasileño consiguió un cuarto lugar, dos quintos y nueve top 10 en las 17 carreras de 2007. Por tanto, quedó 12.º en el campeonato de pilotos.[cita requerida]
En su tercer año como piloto de Panther, Meira llegó segundo en las 500 Millas de Indianápolis, a 1,75 segundos del ganador Dixon. También consiguió un cuarto lugar en Kentucky, dos sextos, dos séptimos y un décimo en 18 carreras, obteniendo la 13.ª colocación final de 2008. Luego, disputó la fecha no puntuable de Surfers Paradise con el equipo Foyt.
Meira se convirtió en piloto titular de Foyt para la temporada 2009. En Indianápolis sufrió un choque que le causó lesiones severas, que le requirieron varios meses de recuperación.
El piloto retornó en plena forma en la primera fecha de la IndyCar 2011, nuevamente con Foyt. Obtuvo un quinto puesto, dos octavos, dos novenos y dos décimos, por lo que culminó 16.º en el campeonato.

## Otras actividades
Meira disputó algunas carreras de resistencia en paralelo a su actividad en la IndyCar. En 2006 disputó Petit Le Mans con un MG-Lola de la clase LMP1 del equipo Highcroft, resultando tercero absoluto. En 2007 volvió a disputar la prueba pero con el equipo Andretti Green, acompañado de Tony Kanaan y Bryan Herta en un Acura de la clase LMP2. En 2008 disputó las 24 Horas de Daytona con un Crawford-Porsche de Vision junto a Ed Carpenter y John Andretti entre otros.
Meira dejó de correr en monoplazas en 2012, y pasó a competir en el Stock Car Brasil, el principal campeonato de turismos del país. Obtuvo un octavo lugar y dos novenos en doce carreras al volante de un Chevrolet Sonic, tras lo cual resultó 23º en la tabla general. Por otra parte, disputó el Campeonato Brasileño de Marcas con un Ford Focus del equipo Amir Nasr. Obtuvo un tercer puesto, un cuarto y un quinto en 16 carreras, resultando así noveno en la tabla general.
En 2013, el piloto dejó el Stock Car y se centró en el Campeonato Brasileño de Marcas. Obtuvo dos victorias, cinco podios y 11 top 5 en 16 carreras con Amir Nasr, por lo que acabó en la tercera colocación por detrás de Ricardo Maurício y Denis Navarro.